# Achaeus pugnax
Achaeus pugnax is een krabbensoort uit de familie van de Inachidae. De wetenschappelijke naam van de soort is voor het eerst geldig gepubliceerd in 1928 door De Man.